# Illustrative
L'Illustrative est un festival d'art qui a lieu chaque année à Berlin. 
Au cœur de l'Illustrative se tient une exposition d'illustration et de graphisme contemporains qui est pour ces disciplines une vitrine des dernières tendances. Cette exposition s'accompagne d'un concours de jeunes talents, d'un riche programme évènementiel et de plusieurs sections thématiques.

## Mission
L'Illustrative s'est donné comme mission d'amener une plus grande visibilité aux travaux libres et inédits d’artistes renommés issus des différents domaines des arts graphiques (Illustration, design graphique, bande dessinée, édition d’art, animation, game art). Font notamment partie de l'Illustrative des artistes comme Russell Cobb, David Foldvari ou Olaf Hajek et des dessinateurs comme Tim Dinter, Jens Harder ou Frédéric Coché.
L'Illustrative est née en 2006 à l’initiative de Pascal Johanssen et de Katja Kleiss, dans le but d'établir une plateforme de diffusion internationale pour l'art illustratif et le graphisme.
En 2007 aura lieu la seconde édition de l’Illustrative Berlin et la première édition de l’Illustrative Paris. Le festival Illustrative est soutenu par les villes de Paris et de Berlin.